# 國井仁奈梨
國井 仁奈梨（くにい ひなり、2001年9月20日 - ）は、日本の女子バスケットボール選手である。ポジションはスモールフォワード。Wリーグの日立ハイテク クーガーズ所属。

## 来歴
福岡県出身。
中村学園女子高校から愛知学泉大に進みインカレ3位。
2023年12月、日立ハイテク クーガーズにアーリーエントリー登録。